# José Leandro de Souza Ferreira
José Leandro de Souza Ferreira (Cabo Frio, 17 de março de 1959), mais conhecido apenas como Leandro, é um ex-futebolista brasileiro que atuava como lateral-direito.
Ambidestro, é considerado por alguns autores um dos maiores laterais brasileiros de todos os tempos. Em 1982, foi eleito Bola de Prata da revista Placar. Em 1985, por conta das inúmeras contusões no joelho, foi deslocado para o miolo da zaga do Flamengo, mas sem comprometer a eficiência de sempre. Tanto que, jogando nesta posição, ganhou pela segunda vez o prêmio Bola de Prata.
Enquanto lateral, utilizava a camisa 2 do clube. Quando virou zagueiro, passou a utilizar a camisa 3. Foi expulso apenas uma única vez (em 23 de novembro de 1983, quando se desentendeu com o ponteiro Ado, do Bangu, no Campeonato Carioca daquele ano).
Em uma enquete realizada pelo jornal O Globo em parceria com o Jornal Extra em 2020, Leandro foi considerado o 3º maior ídolo da história do Flamengo, atrás apenas de Zico e Júnior. É, ao lado de Carlinhos "Violino", um dos dois únicos jogadores que defenderam somente a camisa do Flamengo em toda a sua carreira.
Em abril de 2010, foi eleito pela revista Placar o 28º melhor jogador brasileiro dos últimos 40 anos.

## Carreira
Leandro dedicou toda a sua carreira ao Flamengo, desde as categorias de base, entre 1976 e 1978, até os últimos dias dela em 1990.
Rubro-negro de coração, foi um lateral-direito muito técnico, que apoiava bastante o ataque, mas que também marcava atrás com eficiência. Participou da era gloriosa do Flamengo, que sob o comando de Zico, conquistou no início dos anos 80 três Campeonatos Brasileiros, a Copa União, a Copa Libertadores da América de 1981 e a Copa Intercontinental de 1981.
Em 1985, em virtude de um série de contusões nos joelhos, Leandro passou a jogar como zagueiro e, nesta nova posição, fez parte do time rubro-negro campeão do Módulo Verde (Copa União) em 1987.
Encerrou sua carreira precocemente em 1990, aos 31 anos, contabilizando 414 jogos, 239 vitórias, 98 empates e 77 derrotas. O jogador marcou 14 gols com a camisa rubro-negra. Durante seus onze anos como atleta profissional, Leandro atuou em todas as funções no time do Flamengo, exceto a de goleiro. Na final da Libertadores de 1981, por exemplo, ele jogou como ponta-direita no lugar de Lico, que havia se machucado.

## Seleção Nacional
Considerado por muitos jogadores, treinadores e críticos esportivos como o maior lateral-direito que o Brasil já produziu, Leandro também integrou a Seleção Brasileira que disputou a Copa do Mundo FIFA de 1982.
Leandro também participou da Copa América de 1983, onde o Brasil ficou em segundo lugar.
Mesmo jogando como zagueiro, Leandro foi convocado por Telê Santana para a Copa do Mundo FIFA de 1986. Entretanto, durante os preparativos para a competição, Leandro e Renato Gaúcho escaparam da concentração da Seleção para curtir a noite belo-horizontina (a Seleção estava hospedada na Toca da Raposa I). No retorno, Leandro não conseguiu escalar o muro e, em solidariedade ao companheiro, Renato também permaneceu do lado de fora. Em seguida, Telê cortou Renato do grupo, mas manteve o nome de Leandro. Retribuindo o gesto de solidariedade, Leandro recusou-se a participar daquela Copa.

### Problemas nos joelhos
Leandro encerrou sua carreira precocemente, aos 31 anos, vítima de problemas crônicos nos joelhos – artrose no direito e tendinite no esquerdo. O problema crônico era conhecido como "Mal de cowboy", que segundo especialistas, só teria curado se o jogador tivesse usado gesso com aparelho ortopédico entre os dois e cinco anos, além de ser submetido a uma cirurgia até os dez.

## Pós-carreira
Após sua aposentadoria da carreira como futebolista, Leandro passou a dedicar-se ao ramo empresarial, fundando a Pousada do Leandro em sua cidade natal, Cabo Frio.
Ele chegou a trabalhar no Flamengo com Júnior em 1997, e dois anos depois foi coordenador da Cabofriense, que tinha Sócrates como treinador.

## Estatísticas
Atualizadas até 10 de setembro de 1990

### Clubes
Leandro defendeu as cores de apenas um clube em sua carreira, a do Flamengo. De acordo com o livro "Almanaque do Flamengo", de Roberto Assaf e Clóvis Martins, ele disputou 411 jogos (236 vitórias, 98 empates e 77 derrotas), e marcou 14 gols.
| Clube             | Temporada         | Campeonato nacional | Campeonato nacional | Campeonato nacional | Copa nacional[a] | Copa nacional[a] | Copa nacional[a] | Competições continentais[b] | Competições continentais[b] | Competições continentais[b] | Outros torneios[c] | Outros torneios[c] | Outros torneios[c] | Total | Total | Total   |
| Clube             | Temporada         | Jogos               | Gols                | Assist.             | Jogos            | Gols             | Assist.          | Jogos                       | Gols                        | Assist.                     | Jogos              | Gols               | Assist.            | Jogos | Gols  | Assist. |
| ----------------- | ----------------- | ------------------- | ------------------- | ------------------- | ---------------- | ---------------- | ---------------- | --------------------------- | --------------------------- | --------------------------- | ------------------ | ------------------ | ------------------ | ----- | ----- | ------- |
| Flamengo          | 1978              | 2                   | 0                   | 0                   | —                | —                | —                | —                           | —                           | —                           | 18                 | 0                  | 0                  | 20    | 0     | 0       |
| Flamengo          | 1979              | 6                   | 0                   | 0                   | —                | —                | —                | —                           | —                           | —                           | 13                 | 1                  | 0                  | 19    | 1     | 0       |
| Flamengo          | 1980              | 0                   | 0                   | 0                   | —                | —                | —                | —                           | —                           | —                           | 12                 | 1                  | 2                  | 12    | 1     | 2       |
| Flamengo          | 1981              | 6                   | 0                   | 0                   | —                | —                | —                | 13                          | 0                           | 1                           | 37                 | 2                  | 5                  | 56    | 2     | 6       |
| Flamengo          | 1982              | 22                  | 2                   | 0                   | —                | —                | —                | 4                           | 0                           | 0                           | 20                 | 2                  | 2                  | 46    | 4     | 2       |
| Flamengo          | 1983              | 24                  | 3                   | 1                   | —                | —                | —                | 4                           | 0                           | 1                           | 26                 | 0                  | 0                  | 54    | 3     | 2       |
| Flamengo          | 1984              | 15                  | 0                   | 0                   | —                | —                | —                | 9                           | 1                           | 1                           | 23                 | 0                  | 2                  | 47    | 1     | 3       |
| Flamengo          | 1985              | 18                  | 0                   | 0                   | —                | —                | —                | —                           | —                           | —                           | 28                 | 1                  | 0                  | 46    | 1     | 0       |
| Flamengo          | 1986              | 8                   | 0                   | 0                   | —                | —                | —                | —                           | —                           | —                           | 14                 | 0                  | 1                  | 22    | 0     | 1       |
| Flamengo          | 1987              | 12                  | 0                   | 1                   | —                | —                | —                | —                           | —                           | —                           | 30                 | 0                  | 0                  | 42    | 0     | 1       |
| Flamengo          | 1988              | 1                   | 0                   | 0                   | —                | —                | —                | 3                           | 0                           | 0                           | 31                 | 1                  | 1                  | 35    | 1     | 1       |
| Flamengo          | 1989              | 2                   | 0                   | 0                   | —                | —                | —                | 1                           | 0                           | 0                           | 1                  | 0                  | 0                  | 4     | 0     | 0       |
| Flamengo          | 1990              | —                   | —                   | —                   | —                | —                | —                | —                           | —                           | —                           | 12                 | 0                  | 0                  | 12    | 0     | 0       |
| Flamengo          | Total             | 116                 | 5                   | 2                   | 0                | 0                | 0                | 34                          | 1                           | 4                           | 265                | 8                  | 13                 | 415   | 14    | 18      |
| Total na carreira | Total na carreira | 116                 | 5                   | 2                   | 0                | 0                | 0                | 34                          | 1                           | 4                           | 265                | 8                  | 13                 | 415   | 14    | 18      |

- a. ^ Jogos da Copa do Brasil
- b. ^ Jogos da Copa Libertadores da América e Supercopa Sul-Americana
- c. ^ Jogos do Amistoso, Troféu Teresa Herrera, Campeonato Carioca, Troféu João Batista Figueiredo, Copa Punta Del Este, Torneio Triangular João Havelange, Torneio Internacional de Nápoles, Copa Intercontinental, Taça Governador Ary Ribeiro Valadão, Taça Confraternização Brasil-Paraguai, Troféu Brasil-Argentina, Mundialito de Clubes, Troféu Centenário do Linfield Football Club, Troféu Villa de Madrid, Troféu Naranja, Torneio Internacional do Gabão, Copa da Amizade Luso-Brasileira, Torneio Azteca, Copa Kirin, Torneio de Amsterdã, Torneio Internacional de Padova, Troféu Colombino e Torneio de Verão de Nova Friburgo

|          | Data                   | Local                                      | Resultado | Adversário        | Gols | Assist. | Competição                           |
| -------- | ---------------------- | ------------------------------------------ | --------- | ----------------- | ---- | ------- | ------------------------------------ |
| Flamengo |                        |                                            |           |                   |      |         |                                      |
| 1.       | 22 de março de 1978    | Caio Martins, Niterói, Brasil              | 1–1       | America           | 0    | 0       | Amistoso                             |
|          | 3 de julho de 1981     | Mineirão, Belo Horizonte, Brasil           | 2–2       | Atlético Mineiro  | 0    | 0       | Copa Libertadores da América de 1981 |
|          | 14 de julho de 1981    | Maracanã, Rio de Janeiro, Brasil           | 5–2       | Cerro Porteño     | 0    | 0       | Copa Libertadores da América de 1981 |
|          | 24 de julho de 1981    | Maracanã, Rio de Janeiro, Brasil           | 1–1       | Olimpia           | 0    | 0       | Copa Libertadores da América de 1981 |
|          | 7 de agosto de 1981    | Maracanã, Rio de Janeiro, Brasil           | 2–2       | Atlético Mineiro  | 0    | 0       | Copa Libertadores da América de 1981 |
|          | 11 de agosto de 1981   | Defensores del Chaco, Assunção, Paraguai   | 4–2       | Cerro Porteño     | 0    | 0       | Copa Libertadores da América de 1981 |
|          | 14 de agosto de 1981   | Defensores del Chaco, Assunção, Paraguai   | 0–0       | Olimpia           | 0    | 0       | Copa Libertadores da América de 1981 |
|          | 21 de agosto de 1981   | Serra Dourada, Goiânia, Brasil             | 0–0       | Atlético Mineiro  | 0    | 0       | Copa Libertadores da América de 1981 |
|          | 15 de setembro de 1981 | Maracanã, Rio de Janeiro, Brasil           | 2–0       | Boca Juniors      | 0    | 0       | Amistoso                             |
|          | 2 de outubro de 1981   | Pascual Guerrero, Cáli, Colômbia           | 1–0       | Deportivo Cali    | 0    | 0       | Copa Libertadores da América de 1981 |
|          | 13 de outubro de 1981  | Félix Capriles, Cochabamba, Bolívia        | 2–1       | Jorge Wilstermann | 0    | 0       | Copa Libertadores da América de 1981 |
|          | 23 de outubro de 1981  | Maracanã, Rio de Janeiro, Brasil           | 3–0       | Deportivo Cali    | 0    | 1       | Copa Libertadores da América de 1981 |
|          | 13 de novembro de 1981 | Maracanã, Rio de Janeiro, Brasil           | 2–1       | Cobreloa          | 0    | 0       | Copa Libertadores da América de 1981 |
|          | 20 de novembro de 1981 | Estádio Nacional, Santiago, Chile          | 0–1       | Cobreloa          | 0    | 0       | Copa Libertadores da América de 1981 |
|          | 23 de novembro de 1981 | Estádio Centenario, Montevidéu, Uruguai    | 2–0       | Cobreloa          | 0    | 0       | Copa Libertadores da América de 1981 |
|          | 26 de novembro de 1981 | Raulino de Oliveira, Volta Redonda, Brasil | 5–1       | Volta Redonda     | 0    | 1       | Campeonato Carioca de 1981           |
|          | 29 de novembro de 1981 | Maracanã, Rio de Janeiro, Brasil           | 0–2       | Vasco da Gama     | 0    | 0       | Campeonato Carioca de 1981           |
|          | 2 de dezembro de 1981  | Maracanã, Rio de Janeiro, Brasil           | 0–1       | Vasco da Gama     | 0    | 0       | Campeonato Carioca de 1981           |
|          | 6 de dezembro de 1981  | Maracanã, Rio de Janeiro, Brasil           | 2–1       | Vasco da Gama     | 0    | 0       | Campeonato Carioca de 1981           |
|          | 13 de dezembro de 1981 | Estádio Nacional, Tóquio, Japão            | 3–0       | Liverpool         | 0    | 0       | Copa Europeia/Sul-Americana de 1981  |

### Seleção Brasileira
Abaixo estão listados todos jogos e gols do futebolista pela Seleção Brasileira. Abaixo da tabela, clique em expandir para ver a lista detalhada dos jogos de acordo com a categoria selecionada.
Seleção principal
| Ano   |       |      |         |           |
| Ano   | Jogos | Gols | Assist. | Média G/J |
| ----- | ----- | ---- | ------- | --------- |
| 1981  | 2     | 1    | 0       | 0,5       |
| 1982  | 9     | 0    | 2       | 0         |
| 1983  | 7     | 0    | 0       | 0         |
| 1984  | 1     | 0    | 1       | 0         |
| 1985  | 4     | 1    | 1       | 0,25      |
| 1986  | 4     | 0    | 0       | 0         |
| Total | 27    | 2    | 4       | 0,22      |

- Fonte:11v1.com[11]

| #  | Data                   | Partida                                | Competição                          | Info           |
| -- | ---------------------- | -------------------------------------- | ----------------------------------- | -------------- |
| 1  | 17 de janeiro de 1979  | Brasil 1–0 Bolívia                     | Campeonato Sul-Americano Sub-19     |                |
| 2  | 26 de janeiro de 1979  | Uruguai 1–0 Brasil                     | Campeonato Sul-Americano Sub-19     |                |
| 3  | 24 de setembro de 1981 | Brasil 6–0 Combinado da Liga Irlandesa | Amistoso                            |                |
| 4  | 28 de outubro de 1981  | Brasil 3–0 Bulgária                    | Amistoso                            | Gol            |
| 5  | 26 de janeiro de 1982  | Brasil 3–1 Alemanha Oriental           | Amistoso                            |                |
| 6  | 21 de março de 1982    | Brasil 1–0 Alemanha Ocidental          | Amistoso                            |                |
| 7  | 19 de maio de 1982     | Brasil 1–1 Suíça                       | Amistoso                            |                |
| 8  | 27 de maio de 1982     | Brasil 7–0 Irlanda                     | Amistoso                            |                |
| 9  | 14 de junho de 1982    | Brasil 2–1 USSR                        | Copa do Mundo FIFA de 1982          |                |
| 10 | 18 de junho de 1982    | Brasil 4–1 Escócia                     | Copa do Mundo FIFA de 1982          |                |
| 11 | 23 de junho de 1982    | Brasil 4–0 Nova Zelândia               | Copa do Mundo FIFA de 1982          | 2 Assistências |
| 12 | 2 de julho 1982        | Brasil 3–1 Argentina                   | Copa do Mundo FIFA de 1982          |                |
| 13 | 5 de julho de 1982     | Itália 3–2 Brasil                      | Copa do Mundo FIFA de 1982          |                |
| 14 | 28 de abril de 1983    | Brasil 3–2 Chile                       | Amistoso                            |                |
| 15 | 28 de julho de 1983    | Chile 0–0 Brasil                       | Amistoso                            |                |
| 16 | 17 de agosto de 1983   | Equador 0–1 Brasil                     | Copa América de 1983                |                |
| 17 | 1 de setembro de 1983  | Brasil 5–0 Equador                     | Copa América de 1983                |                |
| 18 | 14 de setembro de 1983 | Brasil 0–0 Argentina                   | Copa América de 1983                |                |
| 19 | 20 de outubro de 1983  | Brasil 0–0 Paraguai                    | Copa América de 1983                |                |
| 20 | 27 de outubro de 1983  | Uruguai 2–0 Brasil                     | Copa América de 1983                |                |
| 21 | 10 de junho de 1984    | Brasil 0–2 Inglaterra                  | Amistoso                            |                |
| 22 | 2 de junho de 1985     | Bolívia 0–2 Brasil                     | Eliminatórias da Copa do Mundo FIFA |                |
| 23 | 8 de junho de 1985     | Brasil 3–1 Chile                       | Amistoso                            | Gol            |
| 24 | 16 de junho de 1985    | Paraguai 0–2 Brasil                    | Eliminatórias da Copa do Mundo FIFA | Assistência    |
| 25 | 23 de junho de 1985    | Brasil 1–1 Paraguai                    | Eliminatórias da Copa do Mundo FIFA |                |
| 26 | 8 de abril de 1986     | Brasil 3–0 Alemanha Oriental           | Amistoso                            |                |
| 27 | 17 de abril de 1986    | Brasil 3–0 Finlândia                   | Amistoso                            |                |
| 28 | 30 de abril de 1986    | Brasil 4–2 Iugoslávia                  | Amistoso                            |                |
| 29 | 7 de maio de 1986      | Brasil 1–1 Chile                       | Amistoso                            |                |

## Títulos
Flamengo
- Campeonato Carioca: 1978, 1979, 1979 (Especial), 1981 e 1986
- Campeonato Brasileiro: 1980, 1982 e 1983
- Copa Intercontinental: 1981
- Copa Libertadores da América: 1981
- Copa União: 1987[12][13][14]
- Copa do Brasil: 1990

### Prêmios individuais
- Bola de Prata (Placar): 1982 e 1985
- Terceiro maior ídolo da história do Flamengo (O Globo): 2020[15]

### Honrarias
- Homenageado com Busto na Sede social do Clube de Regatas do Flamengo[16]
- Estátua no município de Cabo Frio[17]